# جيزيلا إلينبيرغر
جيزيلا إلينبيرغر (بالألمانية: Gisela Klein)‏ هي منافسة ألعاب القوى ألمانية، ولدت في 12 يوليو 1950 في فوبرتال في ألمانيا.

## وصلات خارجية
- جيزيلا كلاين على موقع أوليمبيديا (الإنجليزية)